# Achaearanea jinghongensis
Achaearanea jinghongensis är en spindelart som beskrevs av Zhu 1998. Achaearanea jinghongensis ingår i släktet Achaearanea och familjen klotspindlar. Inga underarter finns listade i Catalogue of Life.